# Marek Berezowski
Marek Józef Berezowski (ur. 14 marca 1953) – profesor doktor habilitowany inżynier, prof. zw. w Politechnice Krakowskiej im. Tadeusza Kościuszki. 

## Życiorys
Pracował na Politechnice Śląskiej na Wydziale Matematyki Stosowanej i w PAN. Głównie zajmuje się matematycznym modelowaniem inżynierii chemicznej, ze szczególnym uwzględnieniem zjawisk chaosu i fraktali. Autor lub współautor ok. 120 artykułów w czasopismach naukowych i ok. 50 w materiałach konferencyjnych, głównie z zakresu dynamiki pracy reaktorów chemicznych. 
Jedną z transformacji dynamicznych nazwano transformacją Berezowskiego .
W 2009 uzyskał tytuł profesora nauk technicznych.
Radny Rady Miejskiej w Gliwicach kadencji 2006–2010, założyciel Stowarzyszenia "Tirom-stop w Gliwicach".
Kandydat na Senatora RP w wyborach 2011 roku.

## Publikacje
- A. Burghardt, M. Berezowski: Dynamics of processes in a porous catalyst pellet, Polish Academy of Sciences, Institute of Chemical Engineering, Gliwice 1996. ISBN 83-904151-1-9.
- Rozdział w: Praca zbiorowa: Reaktory wielofazowe i wielofunkcyjne dla podstawowych procesów chemicznych, biotechnologicznych i  ochrony środowiska. ARGI Wrocław, 2003. ISBN 83-913887-9-4.
- M. Berezowski: Czym zrozumieć mózg?, PJS, Gliwice 2008. ISBN 978-83-60716-39-7.
- M. Berezowski: Fractals, bifurcations and chaos in chemical reactors. LAP Lambert Academic Publishing, 2014. ISBN 978-3-659-62127-7
- M. Berezowski: Fractals gallery of complex numbers. LAP Lambert Academic Publishing, 2014. ISBN 978-3-659-63075-0
- M. Berezowski, Is the brain capable to understand the brain? LAP Lambert Academic Publishing, 2014. ISBN 978-3-659-63760-5